# Nuevo Zacualpan
Nuevo Zacualpan är en ort i Mexiko.   Den ligger i kommunen Jesús Carranza och delstaten Veracruz, i den sydöstra delen av landet, 500 km öster om huvudstaden Mexico City. Nuevo Zacualpan ligger 62 meter över havet och antalet invånare är 200.
Terrängen runt Nuevo Zacualpan är huvudsakligen platt. Nuevo Zacualpan ligger uppe på en höjd. Runt Nuevo Zacualpan är det glesbefolkat, med 10 invånare per kvadratkilometer. Närmaste större samhälle är Jesús Carranza, 8,5 km väster om Nuevo Zacualpan. Omgivningarna runt Nuevo Zacualpan är en mosaik av jordbruksmark och naturlig växtlighet.